# Samtgemeinde Mittelweser
La comunità amministrativa di Mittelweser (Samtgemeinde Mittelweser) si trova nel circondario di Nienburg/Weser nella Bassa Sassonia, in Germania.
Dal 1º novembre 2011 comprende i 4 comuni dell'ex comunità amministrativa di Landesbergen.

## Suddivisione
Comprende 5 comuni:
1. Estorf
2. Husum
3. Landesbergen
4. Leese
5. Stolzenau

Il capoluogo è Stolzenau.